# São Sebastião da Pedreira
São Sebastião da Pedreira est une freguesia de Lisbonne.

## Patrimoine
- Villa Mendonça, 1900-1902 par l'architecte Miguel Ventura Terra.